# Epistauropus apiculatus
Epistauropus apiculatus är en fjärilsart som beskrevs av Rothschild 1917. Epistauropus apiculatus ingår i släktet Epistauropus och familjen tandspinnare. Inga underarter finns listade i Catalogue of Life.